# Min vens bøjle
|  | Denne artikel er oprettet af botten PalnaBot ud fra en ekstern database. Den kan derfor have sproglige fejl eller mangler. Denne skabelon kan fjernes efter kontrol af indholdet. |

Min vens bøjle er en film instrueret af Christina Christensen.

## Handling
En 32-årig navnløs mand filosoferer med sammenbidt alvor over sin bøjle i undermunden samt sit mellemrum mellem fortænderne.